# Hodoedocos
Dans la mythologie grecque, Hodoedocos (en grec ancien Ὁδοίδοκος / Hodoίdokos ou Ὀδοιδόκος / Odoidókos) est, selon certains auteurs, un personnage de Locride, père d'Oïlée et grand-père d'Ajax le Petit.

## Étymologie
En grec ancien, le nom ὁδοιδόκος / hodoidόkos signifie « voleur de grand chemin ».
Plusieurs autres étymologies ont été proposées, minimisant le nom en « gardien du chemin » ou en le rapprochant d'épiclèses d'Hadès ou d'Hermès, sans succès.

## Mythe
Selon une tradition remontant à Hellanicos (cité par Étienne de Byzance et reprise par Lycophron et Eustathe de Thessalonique), Hodoedocos s'insère dans une généalogie de personnages locriens : il est le fils de Cynos (de) et le petit-fils d’Opus, et est le père d'Oilée (le père d'Ajax le Petit) et de Kalliaros (de) (fondateur éponyme de Kalliaros (en) en Locride) avec Laonomé (de),.
William Abbott Oldfather (en) note une autre tradition, où Hodoedocos n'apparait pas : Hygin, dans les Fables, fait d'Oïlée le fils de Laodicus (ou Leodicus) et Agrianomé (it). Il fait de cette seconde tradition l'originale et interprète l'usage d'un nom à connotation négative comme un reflet des préjugés d'Hellanicos ou d'un autre auteur athénien, les Locriens ayant une réputation de pirates.

### Sources anciennes
1. ↑  Étienne de Byzance, Ethniques, s.v. Kalliaros.
2. ↑  Lycophron, Alexandra, 1150.
3. ↑  Eustathe de Thessalonique, Sur l'Iliade, II, 531.
4. ↑  Hygin, Fables [détail des éditions] [(la) lire en ligne], XIV.